# Bastille (grup)
Bastille (escrit també BΔSTILLE) és un grup anglès de música indie rock format a Londres l'any 2010. Bastille va començar com un projecte en solitari del cantant i compositor Dan Smith, però després va decidir formar un grup. Avui dia Bastille està compost per quatre membres: Dan Smith, Chris 'Woody' Wood, William Farquarson i Kyle Simmons. El nom del grup deriva del dia de la Presa de la Bastilla, esdeveniment ocorregut durant la Revolució Francesa el dia 14 de juliol, dia també del naixement de Smith.

## Discografia
- Bad Blood (2013)
- Wild World (2016)
- Doom Days (2019)